# Antoni Villalonga Riudavets
Antoni Villalonga Riudavets (Es Mercadal, Menorca, 1950) és un polític socialista menorquí.
Graduat social, ha estat assessor laboral de la Unió Insular Menorquina de la UGT i assessor tècnic i gerent de la conselleria de treball del Consell Insular de Menorca. Fou escollit senador per Menorca pel PSIB-PSOE a les eleccions generals espanyoles de 1982 i 1986. Ha estat president de la Comissió d'Indústria i Energia, Comerç i Turisme i membre de la Diputació Permanent del Senat d'Espanya.
Actualment ha treballat com a director d'estudis de Pimeco i com a assessor de PIME Balears.